# European Amputee Football Federation
European Amputee Football Federation (pol. Europejska Federacja Amp Futbolu, EAFF) – międzynarodowa organizacja zrzeszająca związki ampfutbolowe z 17 krajów Europy, założona w Dublinie w lutym 2015 roku.
Federacja od początku swego istnienia współpracuje z UEFA (w 2018 roku podpisano 4-letnią umowę współpracy).

## Władze
Prezydentem federacji jest Polak, Mateusz Widłak.

## Reprezentacje należące do EAFF
Według stanu na 2019 roku EAFF zrzesza 18 krajowych federacji. Wyróżniono kraje założycielskie (11).

- Albania
- Anglia
- Azerbejdżan
- Belgia
- Francja
- Grecja
- Gruzja
- Hiszpania
- Holandia
- Irlandia
- Izrael
- Niemcy
- Polska
- Rosja
- Szkocja
- Turcja
- Ukraina
- Włochy

## Organizowane rozgrywki
UEFA organizuje następujące turnieje:
Narodowe
- Mistrzostwa Europy (od 2017)

Klubowe
- Liga Mistrzów EAFF (od 2019)

## European Junior Training Camps
EAFF organizuje obozy dla młodzieży. Dotychczas odbyły się następujące edycje:
- Dublin (4-6 marca 2016)
- Warszawa (6-9 lipca 2017)
- Rzym (4-8 lipca 2018)
- Walldorf (17-21 lipca 2019)